# 先太妃
先太妃（?—?），王氏，中国南北朝北魏节闵帝元恭的生母，献文帝拓跋弘第四子元羽的妾室。
元羽的兄长魏孝文帝元宏将荥阳郑氏女郑始容赐婚于元羽，元羽的妻子因此降为妾室。王氏与她是否为同一人，无考。王氏在498年生下元恭。501年，元羽因为与员外郎冯俊兴的妻子私通，被冯俊兴打伤致死。531年，元恭被拥立为皇帝，追尊父亲元羽为先帝，母亲王氏为先太妃。